# Silviano Santiago
Silviano Santiago (Formiga, MG, 29 de setembro de 1936) é um ensaísta, poeta, professor contista e romancista. Considerado um dos maiores escritores brasileiros da atualidade. 

## Biografia
Com dez anos, mudou-se para Belo Horizonte. Em 1954, principiou a escrever para uma revista de cinema. Ajudou a idealizar e publicar a revista Complemento, em 1955. Em 1959, laureou-se em Letras Neolatinas.
Vivendo no Rio de Janeiro, especializou-se em literatura francesa, o que o levou ao doutorado na Universidade de Paris, Sorbonne, onde decifrou o manuscrito Moedeiros Falsos de André Gide.
Candidatou-se de Paris ao posto de instrutor na Universidade do Novo México, em Albuquerque, entre os anos 1962 a 1964. Em 1969, publicou em Nova York a antologia Brasil.
Passou pelas universidades de Rutgers, Toronto, Nova York, Buffalo e Indiana. No Brasil, foi catedrático da Pontifícia Universidade Católica do Rio de Janeiro e na Universidade Federal Fluminense.
Em 1975, publicou uma antologia de prosa e verso de Ariano Suassuna e a edição comentada do romance Iracema. No ano seguinte, participou do X Festival de Inverno de Ouro Preto.
Em 1985, publicou suas traduções para os Poemas de Jacques Prévert e, dez anos depois, traduziu Por Que Amo Barthes, de Alain Robbe-Grillet. Foi nomeado pelo ministro da Cultura como membro da Comissão Julgadora do Prêmio Literário Nacional/1989.
Auxiliou Heloísa Buarque de Hollanda e sua equipe a montar o Programa Avançado de Cultura Contemporânea (PACC), em 1994. No ano seguinte, participou do II Encontro Internacional de Poetas, na Universidade de Coimbra .
Em 1996, participou em Toronto da conferência sobre o projeto de História da Literatura Latino-americana, originado em Bellagio.
Em 2013, recebeu o prestigioso Prêmio Machado de Assis, da Academia Brasileira de Letras, pelo conjunto da obra. Em 2015 venceu o Prémio Oceanos de Literatura em Língua Portuguesa.
Em 2020, recebeu o Prêmio Ezequiel Martínez Estrada, conferido pela prestigiosa Casa de las Américas
Em 2022, recebeu o Prêmio Camões na sede da Biblioteca Nacional, no Rio de Janeiro.
Em 2023, o Blog da Biblioteca Virtual do Pensamento Social organizou uma série de textos discutindo a atualidade de seu livro, Vale quanto pesa, quarenta anos depois.

## Obras do autor
- 1955 Os velhos (primeiro conto - publicado na Revista Complemento).
- 1960 4 poetas (livro de poemas, publicado juntamente com outros autores).
- 1961 Duas faces (livro de contos publicado juntamente com Ivan Ângelo).
- 1969 Brasil: prosa e poesia (Antologia publicada em Nova York).
- 1970 Salto (poemas). O banquete (contos).
- 1974 O olhar (romance).
- 1975 Ariano Suassuna (Antologia comentada). Iracema (edição comentada do romance de José de Alencar).
- 1976 Carlos Drummond de Andrade (ensaios). Glossário de Derrida (supervisor desta publicação dos seus alunos do mestrado em Letras da PUC-RJ).
- 1978 Crescendo durante a guerra numa província ultramarina (poemas). Uma literatura nos trópicos; ensaios sobre dependência cultural (ensaios).
- 1981 Em liberdade (romance).
- 1982 Vale quanto pesa; ensaios sobre questões político-culturais (ensaios).
- 1985 Stella Manhattan (romance). Poemas (Tradução do livro de Jacques Prévert).
- 1988 Brasilianische Literatur der Zeit der Militärherrschaft (1964-1988) (organizador desta obra sobre a literatura brasileira no período 1964 a 1988).
- 1989 Nas malhas da letra (ensaios).
- 1993 Uma história de família (romance). Viagem ao México (romance).
- 1995 Cheiro forte (poemas). Por que amo Barthes (Tradução do livro de Alain Robbe-Grillet).
- 1996 Keith Jarrett no Blue Note (improvisos de jazz) (contos).
- 1999 De cócoras (romance).
- 2000 Intérpretes do Brasil (organizador desta obra em três volumes, que reúne textos de autores que pensaram o Brasil).
- 2001 The Space in-between - essays on Latin American culture (Antologia de ensaios editada por Ana Lúcia Gazzola,[17] na Duke University Press).
- 2002 Carlos e Mário (organização e notas da correspondência completa entre Mário de Andrade e Carlos Drummond de Andrade).
- 2003 República das Letras, de Gonçalves Dias a Ana Cristina César: cartas de escritores brasileiros: 1965-1995 (organizador).
- 2004 O Cosmopolitismo do Pobre: Crítica Literária e Crítica Cultural (ensaios). O Falso Mentiroso: memórias (romance).
- 2005 Histórias Mal Contadas (contos).
- 2006 As Raízes e o Labirinto da América Latina (ensaios). A Vida como Literatura: o amanuense Belmiro (ensaios).Ora (Direis) puxar conversa! (ensaios).
- 2006 A vida como literatura: O amanuense Belmiro (ensaio).
- 2008 Heranças (romance).
- 2010 Anônimos (contos).
- 2014 Mil Rosas Roubadas. Vencedor do Prémio Oceanos 2015.[18]
- 2016 Machado (romance). Vencedor do Prêmio Jabuti 2017 nas categorias Romance e Livro do Ano e segundo colocado no Prêmio Oceanos 2017.
- 2017 Genealogia da Ferocidade (análise da obra Grande Sertão: Veredas de Guimarães Rosa)[19]
- 2021 Menino sem passado: (1936-1948) (autobiografia).